# Valéry Giscard d'Estaing
  Valéry Giscard d'Estaing    (Coblença, 2 de febrer de 1926 - Authon, 2 de desembre de 2020) fou un polític francès, president de la República francesa del 1974 al 1981.
Després de ser ministre de Finances sota els primers ministres Jacques Chaban-Delmas i Pierre Messmer, va guanyar les eleccions presidencials de 1974 amb el 50,8% dels vots contra François Mitterrand del Partit Socialista. El seu mandat va estar marcat per una actitud més liberal sobre qüestions socials (com ara el divorci, l'anticoncepció i l'avortament) i els intents de modernització del país i de l'oficina de la presidència, llançant sobretot projectes d'infraestructura de gran abast com el TGV i el gir cap a dependència de l'energia nuclear com a principal font d'energia de França. Va promoure la liberalització del comerç. Tanmateix, la seva popularitat va patir la recessió econòmica que va seguir després de la crisi energètica de 1973, marcant el final del "Trente Glorieuses" (trenta gloriosos anys de prosperitat després del 1945). Es va veure obligat a imposar pressupostos d'austeritat i permetre l'augment de l'atur per evitar dèficits. Giscard d'Estaing, al centre, es va enfrontar a l'oposició política d'ambdós costats de l'espectre: de l'esquerra recentment unificada de François Mitterrand i un ascendent Jacques Chirac, que va ressuscitar el gaullisme en una línia d'oposició de dreta. El 1981, malgrat una alta qualificació d'aprovació, va ser derrotat en una segona volta contra Mitterrand, amb el 48,2% dels vots.
Com a president, Giscard d'Estaing va promoure la cooperació entre les nacions europees, especialment juntament amb Alemanya Occidental. Com a expresident, va formar part del Consell Constitucional. També va ocupar la presidència del Consell Regional d'Alvèrnia del 1986 al 2004. Implicat amb la Unió Europea, va presidir sobretot la Convenció sobre el Futur d'Europa que va redactar el malograt Tractat que establia una Constitució per a Europa. El 2003 va ser elegit a l'Académie française, ocupant l'escó que havia ocupat el seu amic i expresident del Senegal Léopold Sédar Senghor. En el moment de la seva mort, a l'edat de 94 anys i 304 dies, des de COVID-19, Giscard era el president francès amb més vida de la història.

## Primers anys de vida
Valéry Marie René Giscard d'Estaing va néixer el 2 de febrer de 1926 a Koblenz, Alemanya, durant l'ocupació francesa de Renània. [5] Era el fill gran de Jean Edmond Lucien Giscard d'Estaing, un alt funcionari, i de la seva dona, Marthe Clémence Jacqueline Marie (maig) Bardoux. La seva mare era filla del senador i acadèmic Achille Octave Marie Jacques Bardoux, convertint-la en una besneta del ministre d'educació estatal Agénor Bardoux.

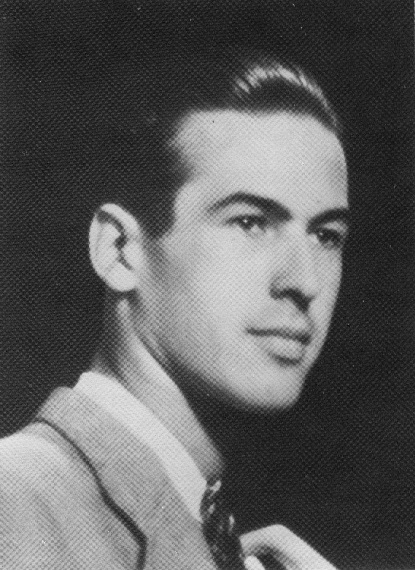
Valért Giscard als anys 1940.

Giscard tenia una germana gran, Sylvie i els germans menors Olivier, Isabelle i Marie-Laure. Malgrat l'addició de "d'Estaing" al nom de la família pel seu avi, Giscard no era descendent masculí de l'extinta família noble del vicealmirall d'Estaing. La seva connexió amb la família D'Estaing era molt remota. La seva avantpassada era Lucie Madeleine d'Estaing, Dame de Réquistat (1769-1844), que al seu torn era descendent de Joachim I d'Estaing, sieur de Réquistat (1610-1685), fill il·legítim de Charles d'Estaing (1585-1661), sieur de Cheylade, cavaller de Sant Joan de Jerusalem, fill de Jean III d'Estaing, senyor de Val (1540-1621) i de la seva dona, Gilberte de La Rochefoucauld (1560-1623).
Es va unir a la Resistència francesa i va participar en l'Alliberament de París; durant l'alliberament se li va encarregar la protecció d'Alexandre Parodi. Després es va unir al Primer Exèrcit francès i va servir fins al final de la guerra. Posteriorment se li va concedir la Croix de guerra pel seu servei militar.
El 1948 va passar un any a Montreal, Canadà, on va treballar com a professor al Collège Stanislas.
Va estudiar al Lycée Blaise-Pascal de Clermont-Ferrand, l'École Gerson i els Lycées Janson-de-Sailly i Louis-le-Grand de París. Es va graduar a l'École polytechnique i a l'École nationale d'administration (1949–1951) i va optar per ingressar a la prestigiosa Inspection des finances. Va accedir al Servei d'Impostos i Impostos, després es va incorporar a la plantilla del primer ministre Edgar Faure (1955–1956). [10] Dominava l'alemany amb fluïdesa.

## Carrera política

### Primeres oficines: 1956–1962
El 1956, va ser elegit a l'Assemblea Nacional com a diputat del departament del Puy-de-Dôme, en el domini de la seva família materna. Es va unir al Centre Nacional d'Independents i Camperols (CNIP), una agrupació conservadora. Després de la proclamació de la V República, el líder del CNIP, Antoine Pinay, es va convertir en ministre d'Economia i Finances i el va escollir com a secretari d'Estat de Finances del 1959 al 1962.

### Membre de la majoria gaullista: 1962–1974

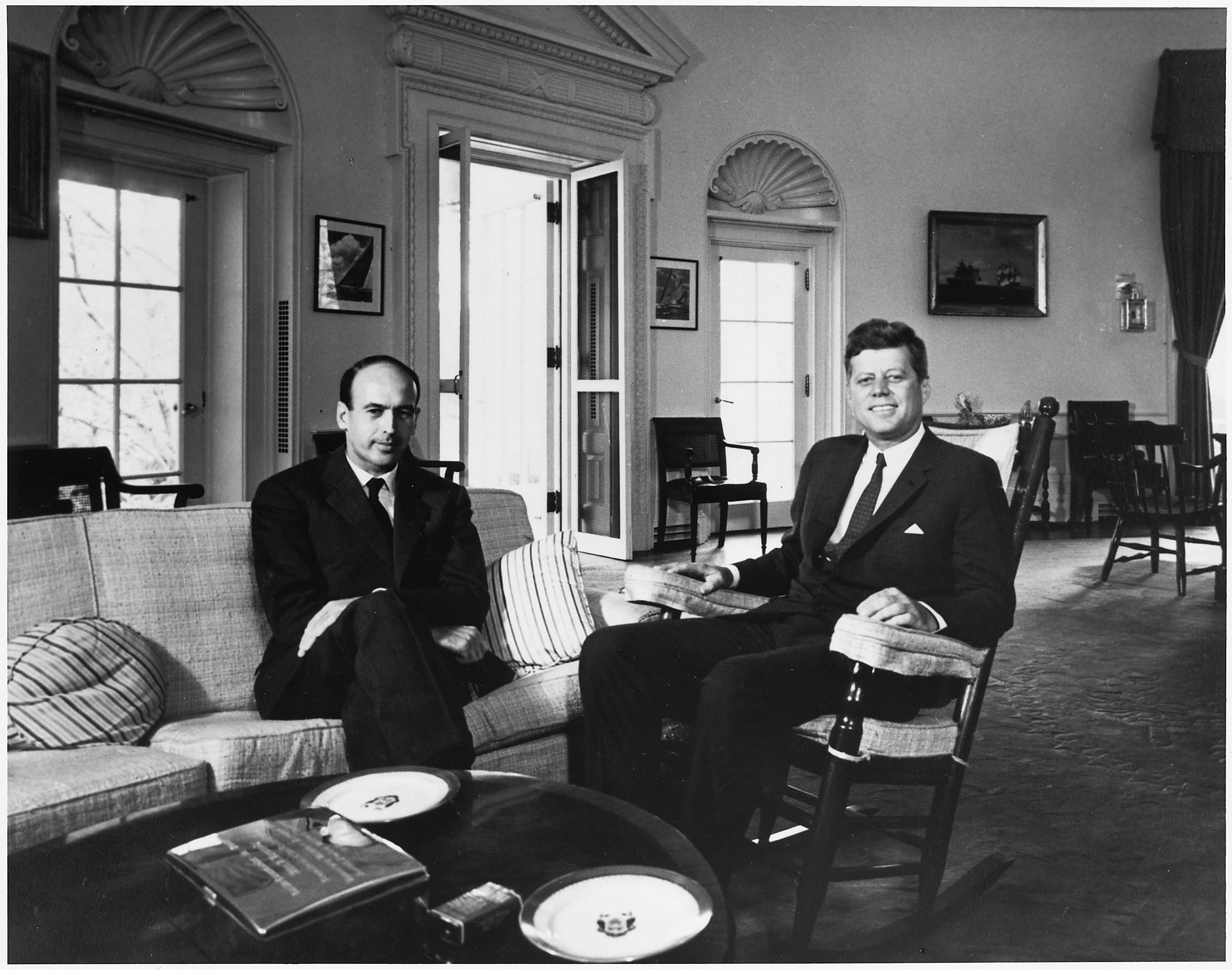
Giscard amb Kennedy el 1962 al Despatx Oval.

El 1962, mentre Giscard havia estat nomenat ministre d'Economia i Finances, el seu partit va trencar amb els gaullistes i va deixar la coalició majoritària. Giscard es va negar a dimitir i va fundar els Republicans Independents (RI), que es van convertir en el soci menor dels gaullistes en la "majoria presidencial". Va ser durant la seva etapa al Ministeri d'Economia que va encunyar la frase "privilegi desorbitat" per caracteritzar l'hegemonia del dòlar nord-americà en els pagaments internacionals sota el sistema de Bretton Woods.
No obstant això, el 1966 va ser destituït del gabinet. Va transformar el RI en un partit polític, la Federació Nacional dels Republicans Independents (FNRI), i va fundar els clubs de perspectives i realitats. En això, va criticar la "pràctica solitària del poder" i va resumir la seva posició envers la política de De Gaulle amb un "sí, però ...". Com a president del Comitè de Finances de l'Assemblea Nacional, va criticar el seu successor al gabinet.
Per aquest motiu, els gaullistes es van negar a reelegir-lo per a aquest càrrec després de les eleccions legislatives del 1968. Al 1969, a diferència de la majoria dels càrrecs elegits del FNRI, Giscard va defensar un vot "no" en el referèndum constitucional sobre les regions i el Senat, mentre que De Gaulle havia anunciat la seva intenció de dimitir si guanyava el "no". Els gaullistes l'acusaren de ser el principal responsable de la marxa de De Gaulle.
Durant la campanya presidencial de 1969 va donar suport al candidat guanyador Georges Pompidou, després de la qual cosa va tornar al Ministeri d'Economia i Hisenda. Va ser representant d'una nova generació de polítics sorgits de l'alta funció pública, vistos com a "tecnòcrates".

### Victòria de les eleccions presidencials
El 1974, després de la sobtada mort del president Georges Pompidou, Giscard va anunciar la seva candidatura a la presidència. Els seus dos principals reptes van ser François Mitterrand per l'esquerra i Jacques Chaban-Delmas, antic primer ministre gaullista. [22] Jacques Chirac i altres personalitats gaullistes van publicar la Crida del 43 [fr] on van explicar que Giscard era el millor candidat per impedir l'elecció de Mitterrand. En les eleccions, Giscard va acabar molt per davant de Chaban-Delmas a la primera ronda, tot i que va arribar segon a Mitterrand. No obstant això, en la segona volta del 20 de maig, Giscard va derrotar a Mitterrand per poc, rebent el 50,7% dels vots.

## President de França
El 1974, Giscard va ser elegit president de França, derrotant el candidat socialista François Mitterrand per 425.000 vots. Als 48 anys, va ser el tercer president més jove de la història de França en aquell moment, després de Louis-Napoléon Bonaparte i Jean Casimir-Perier.
En les seves cites va ser innovador pel que fa a les dones. Va donar càrrecs importants al gabinet a Simone Veil com a ministra de Salut i a Françoise Giroud com a secretària per a assumptes de la dona. Giroud va treballar per millorar l'accés a una ocupació significativa i per conciliar les carreres professionals amb la maternitat. Veil es va enfrontar a la qüestió de l'avortament.

### Política interior
En prendre possessió del càrrec, Giscard es va afanyar a iniciar reformes; incloïen l'augment del salari mínim, així com les dietes familiars i les pensions de vellesa. Va ampliar el dret a l'asil polític, va ampliar l'assegurança mèdica per cobrir tots els francesos, va reduir l'edat de vot a 18 i va modernitzar la llei del divorci. El 25 de setembre de 1974, Giscard va resumir els seus objectius:
Per reformar el sistema judicial, modernitzar les institucions socials, reduir les desigualtats excessives d'ingressos, desenvolupar l'educació, liberalitzar la legislació repressiva, desenvolupar la cultura.
Va impulsar el desenvolupament de la xarxa de trens d'alta velocitat TGV i l'actualització del telèfon Minitel, un precursor d'Internet. Va promoure l'energia nuclear, com una manera d'afirmar la independència francesa.
Econòmicament, la presidència de Giscard va experimentar un augment constant dels ingressos personals, amb un augment del poder adquisitiu dels treballadors un 29% i un 65% el dels jubilats.

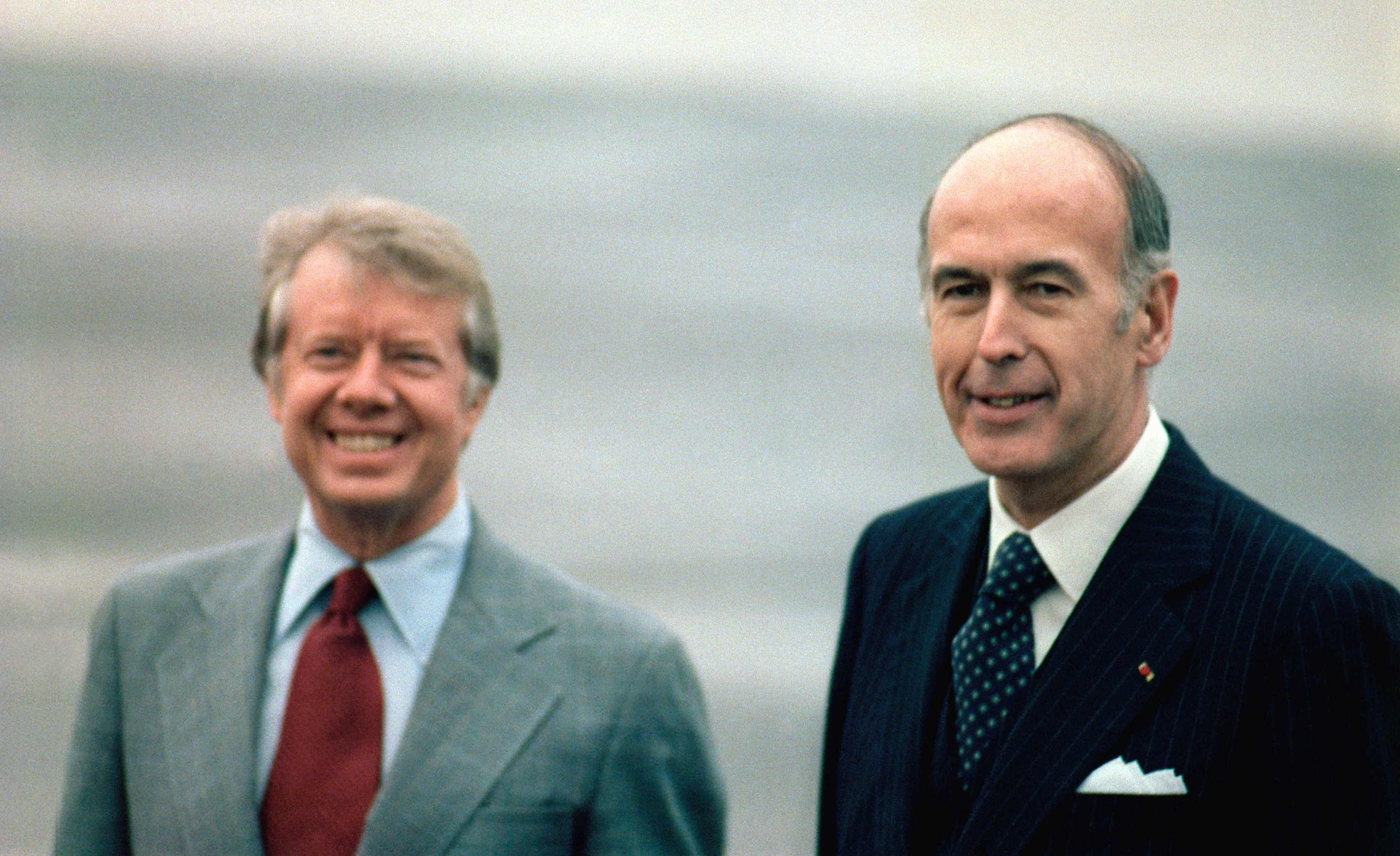
Giscard d'Estaing amb Jimmy Carter el 1978.

La gran crisi que va desbordar el seu mandat va ser una crisi econòmica mundial basada en l'augment ràpid del preu del petroli. Es va dirigir al primer ministre Raymond Barre el 1976, que defensava nombroses polítiques complexes i estrictes ("Plans Barre"). El primer pla Barre va sorgir el 22 de setembre de 1976, amb una prioritat per aturar la inflació. Incloïa una congelació de preus durant 3 mesos; una reducció de l'impost sobre el valor afegit; controls salarials; controls salarials; una reducció del creixement de l'oferta monetària; i augments de l'impost sobre la renda, els impostos sobre els automòbils, els impostos sobre el luxe i les taxes bancàries. Hi va haver mesures per restablir la balança comercial i donar suport al creixement de l'economia i l'ocupació. Les importacions de petroli, el preu de les quals havia augmentat, eren limitades. Hi va haver ajudes especials a les exportacions i es va crear un fons d'acció per ajudar les indústries. Es va augmentar l'ajut financer als agricultors, que patien una sequera, i per a la seguretat social. El paquet no era gaire popular, però es va perseguir amb vigor.
Giscard va intentar inicialment projectar una imatge menys monàrquica de la que havia estat el cas dels passats presidents francesos. Va fer una passejada pel metro, va sopar mensualment amb francesos corrents i fins i tot va convidar escombraries de París a esmorzar amb ell al palau de l'Elysée. Tanmateix, quan va saber que la majoria dels francesos eren una mica frescos davant aquesta mostra d'informalitat, Giscard es va tornar tan distanciat i distant que els seus contrincants l'atacaven sovint per estar massa allunyat dels ciutadans comuns.
En política interna, les reformes del president van preocupar l'electorat conservador i el partit gaullista, especialment la llei de Simone Veil que legalitzava l'avortament. Tot i que va dir que tenia "una profunda aversió contra la pena capital", Giscard va afirmar en la seva campanya de 1974 que aplicaria la pena de mort a les persones que cometessin els crims més odiosos. No va commutar tres de les sentències de mort que va haver de decidir durant la seva presidència, mantenint França com l'últim país de la Comunitat Europea en aplicar la pena de mort.
Va sorgir una rivalitat amb el seu primer ministre Jacques Chirac, que va dimitir el 1976. Raymond Barre, anomenat el "millor economista de França" en aquell moment, el va succeir.
Inesperadament, la coalició de dretes va guanyar les eleccions legislatives del 1978. No obstant això, les relacions amb Chirac, que havia fundat el Ral·li per la República (RPR), es van tornar més tenses. Giscard va reaccionar fundant una confederació de centre-dreta, la Unió per la Democràcia Francesa (UDF).

### Política exterior
Giscard d'Estaing amb el canceller alemany occidental Schmidt (esquerra), el president dels Estats Units Carter (segon per l'esquerra) i el primer ministre britànic Callaghan (dreta) a la conferència de Guadalupe el 1979

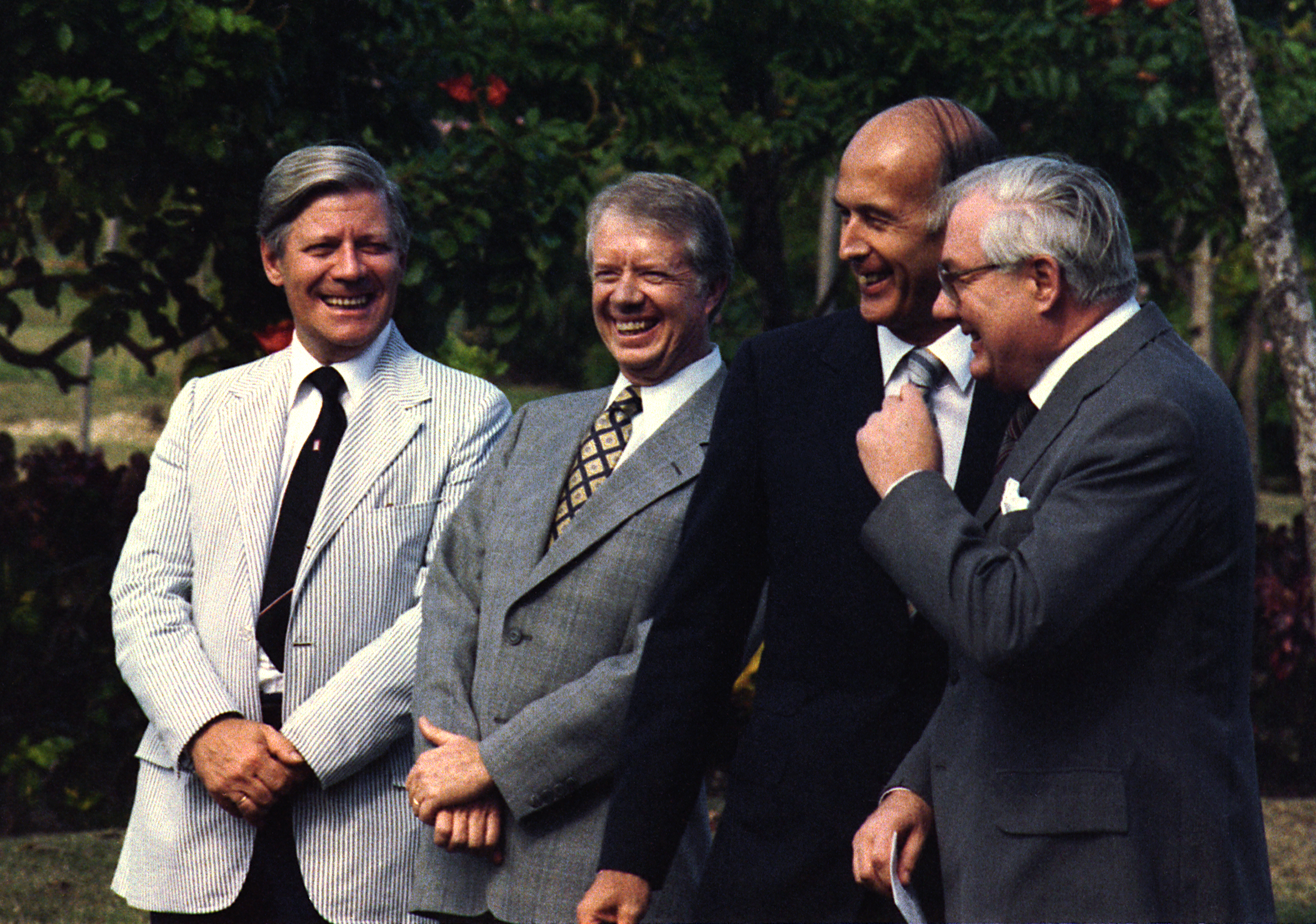
Jimmy Carter, Valéry Giscard d’Estaing, Helmut Schmidt i James Callaghan a la Conferència de Guadalupe.

Valéry Giscard d'Estaing era un amic íntim del canceller alemany occidental Helmut Schmidt i junts van convèncer els poders menors d'Europa de celebrar reunions periòdiques de cimeres i van establir el Sistema Monetari Europeu. [39] Van induir la Unió Soviètica a establir un grau de liberalització a través dels Acords d'Helsinki.
Va promoure la creació del Consell Europeu a la Cimera de París del desembre de 1974. El 1975 va convidar els caps de govern d'Alemanya Occidental, Itàlia, Japó, Regne Unit i Estats Units a una cimera a Rambouillet, per formar el Grup de Sis grans potències econòmiques (ara el G7, inclòs el Canadà).
El 1975 Giscard va pressionar el futur rei d'Espanya Juan Carlos I perquè deixés el dictador xilè Augusto Pinochet fora de la seva coronació afirmant que si Pinochet hi assistia, no ho faria.Tot i que França va rebre molts refugiats polítics xilens, el govern de Giscard d'Estaing va col·laborar secretament amb les juntes de Pinochet i Videla, tal com va demostrar la periodista Marie-Monique Robin.

#### Àfrica
Giscard va continuar la política africana de De Gaulle i va donar suport al lliurament de subministraments de petroli a i des d'Àfrica. Senegal, Costa d'Ivori, Gabon i Camerun van ser els aliats africans més grans i fiables i van rebre la majoria de les inversions. El 1977, a l'Opération Lamantin, va ordenar el desplegament d'avions de combat a Mauritània i la supressió de la guerrilla del Polisario que lluitava contra Mauritània.
El més controvertit va ser la seva participació amb el règim de Jean-Bédel Bokassa a la República Centreafricana. [46] Giscard va ser inicialment amic de Bokassa i va subministrar el règim. No obstant això, la creixent impopularitat d'aquest govern va fer que Giscard comencés a distanciar-se de Bokassa. A l'Operació Caban de 1979, les tropes franceses van ajudar a expulsar Bokassa del poder i a recuperar l'expresident David Dacko al poder. Aquesta acció també va ser controvertida, sobretot perquè Dacko era cosí de Bokassa i havia nomenat Bokassa com a cap de l'exèrcit, i va continuar la inquietud a la República Centreafricana que va fer que Dacko fos derrocat en un altre cop d'estat el 1981.
L'Assumpte Diamants, conegut a França com l'affaire des diamants, va ser un escàndol polític important a la V República. El 1973, mentre que ministre de Finances, Giscard d'Estaing va rebre diversos diamants per Bokassa. L'afer va ser revelat pel diari satíric Le Canard Enchaîné el 10 d'octubre de 1979, cap al final de la presidència de Giscard. Va contribuir a que Giscard perdés la seva oferta de reelecció del 1981.

### Eleccions presidencials del 1981
A les eleccions presidencials de 1981, Giscard va donar un fort cop al seu suport quan Chirac es va presentar contra ell a la primera ronda. Chirac va acabar tercer i es va negar a recomanar que els seus seguidors tornessin a Giscard en la segona volta, tot i que va declarar que ell mateix votaria per Giscard. Giscard va perdre contra Mitterrand per 3 punts en la segona voltai va culpar a Chirac de la seva derrota després. En els anys posteriors, es va dir àmpliament que Giscard odiava Chirac, certament en moltes ocasions Giscard va criticar les polítiques de Chirac malgrat donar suport a la coalició de govern de Chirac.

## Post-presidència

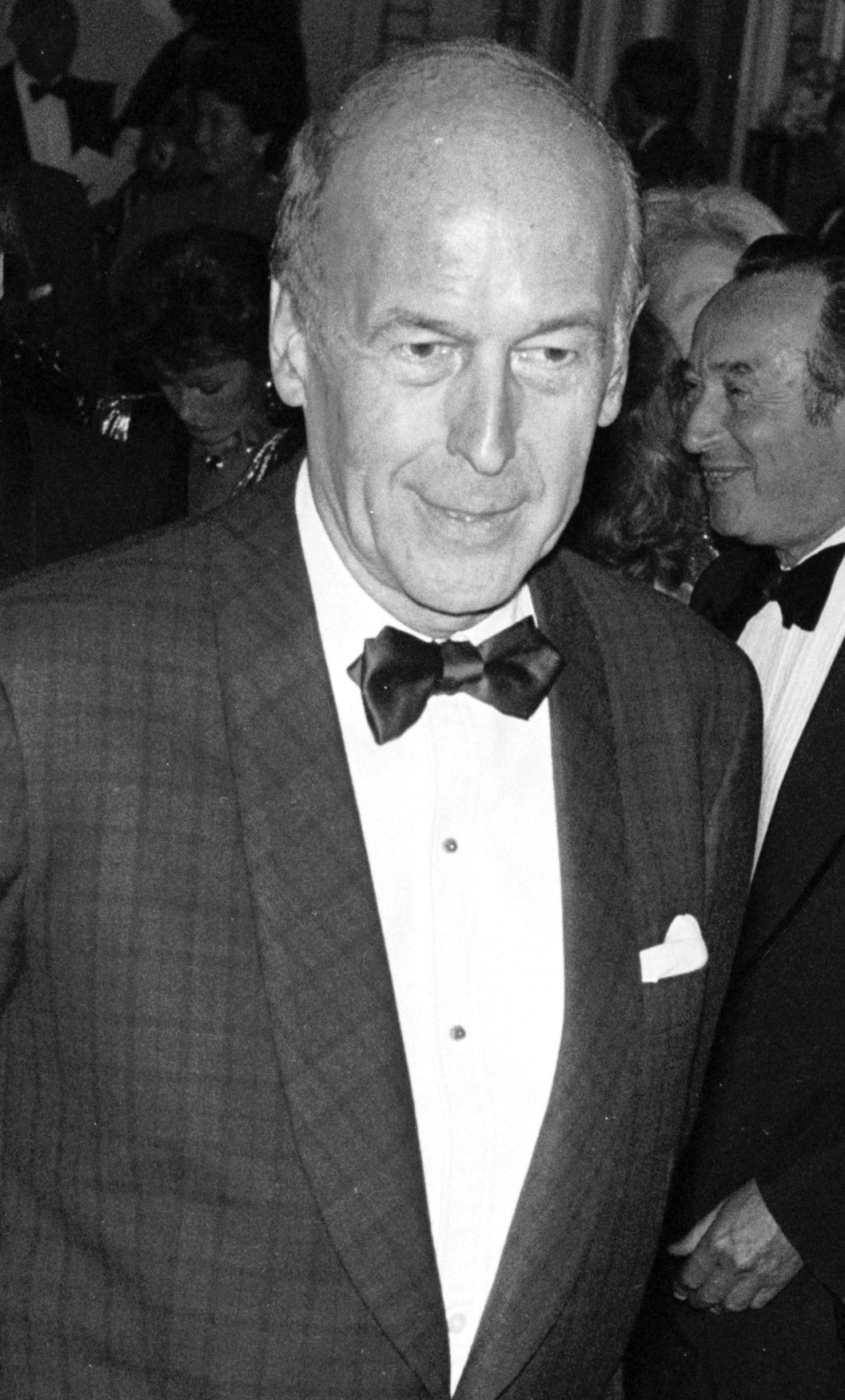
Valéry Giscard d'Estaing a Deauville, la Normandia, el setembre de 1986.

### Retorn a la política: 1984-2004
Després de la seva derrota, Giscard es va retirar temporalment de la política. El 1984 va ser reelegit al seu escó a l'Assemblea Nacional i va guanyar la presidència del consell regional d'Alvèrnia. Va ser president del Consell de Municipis i Regions d'Europa del 1997 al 2004.
El 1982, juntament amb el seu amic Gerald Ford, va cofundar el Fòrum Mundial anual AEI. També ha estat membre de la Comissió Trilateral després de ser president, escrivint papers amb Henry Kissinger.
Esperava convertir-se en primer ministre durant la primera "convivència" (1986-88) o després de la reelecció de Mitterrand amb el tema "França unida", però no va ser escollit per a aquest càrrec. Durant la campanya presidencial de 1988, es va negar a triar públicament entre els dos candidats de dreta, els seus dos primers ministres Jacques Chirac i Raymond Barre.
Va exercir de president de la UDF del 1988 al 1996, però es va enfrontar a l'ascens d'una nova generació de polítics anomenats rénovateurs ("renovadors"). La majoria dels polítics de la UDF van donar suport a la candidatura del primer ministre del RPR, Édouard Balladur, a les eleccions presidencials de 1995, però Giscard va donar suport al seu antic rival Jacques Chirac, que va guanyar les eleccions. Aquell mateix any Giscard va patir un revés quan va perdre unes eleccions properes a l'alcaldia de Clermont-Ferrand.
El 2000, va fer una proposta parlamentària per reduir la durada d'un mandat presidencial de set a cinc anys, una proposta que finalment va guanyar la seva proposta de referèndum pel president Chirac. Després de retirar-se de l'Assemblea Nacional, el seu fill Louis Giscard d'Estaing va ser elegit a la seva antiga circumscripció electoral.

### Jubilat de la política: 2004-2020
El 2003, Valéry Giscard d'Estaing va ser admès a l'Acadèmia Francesa.

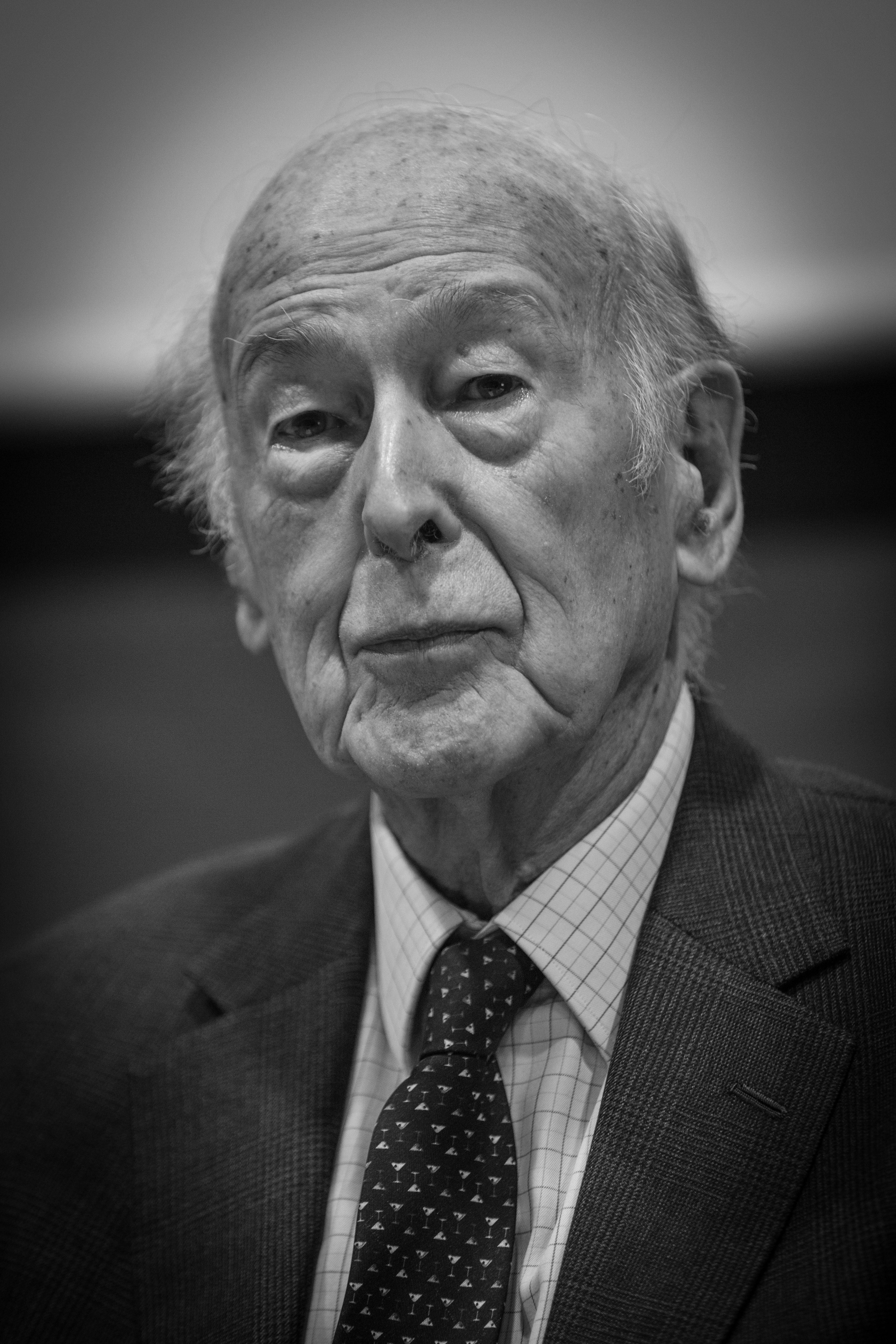
Giscard el 2015.

Després de la seva estreta derrota a les eleccions regionals del març del 2004, marcada per la victòria de l'ala esquerra en 21 de 22 regions, va decidir deixar la política partidista i ocupar el seu lloc al Consell Constitucional com a antic president de la República. Algunes de les seves accions, com la seva campanya a favor del Tractat constitutiu de la Constitució Europea, van ser criticades com a inapropiades per a un membre d'aquest consell, que hauria d'encarnar el no partidisme i no hauria de semblar afavorir una opció política sobre l'altra. De fet, la qüestió de la composició dels expresidents al Consell es va plantejar en aquest moment, i alguns suggereixen que s'hauria de substituir per un membre vitalici al Senat.
El 19 d'abril de 2007, va donar suport a Nicolas Sarkozy per a les eleccions presidencials. Va donar suport a la creació de la Unió centrista de Demòcrates i Independents el 2012 i la introducció del matrimoni homosexual a França el 2013. El 2016, va donar suport a l'exprimer ministre François Fillon a les primàries presidencials dels republicans.
Una enquesta del 2014 va suggerir que el 64% dels francesos pensaven que havia estat un bon president. Es considerava un polític honest i competent, però també un home distant.
El 21 de gener de 2017, amb una vida útil de 33.226 dies, va superar Émile Loubet (1838-1929) en termes de longevitat i es va convertir en l'expresident més antic de la història de França.

## Activitats europees
Al llarg de la seva carrera política, Giscard va ser un defensor d'una major Unió Europea. El 1978 va ser per aquest motiu l'objectiu evident de la Crida de Cochin de Jacques Chirac, denunciant el "partit dels estrangers".

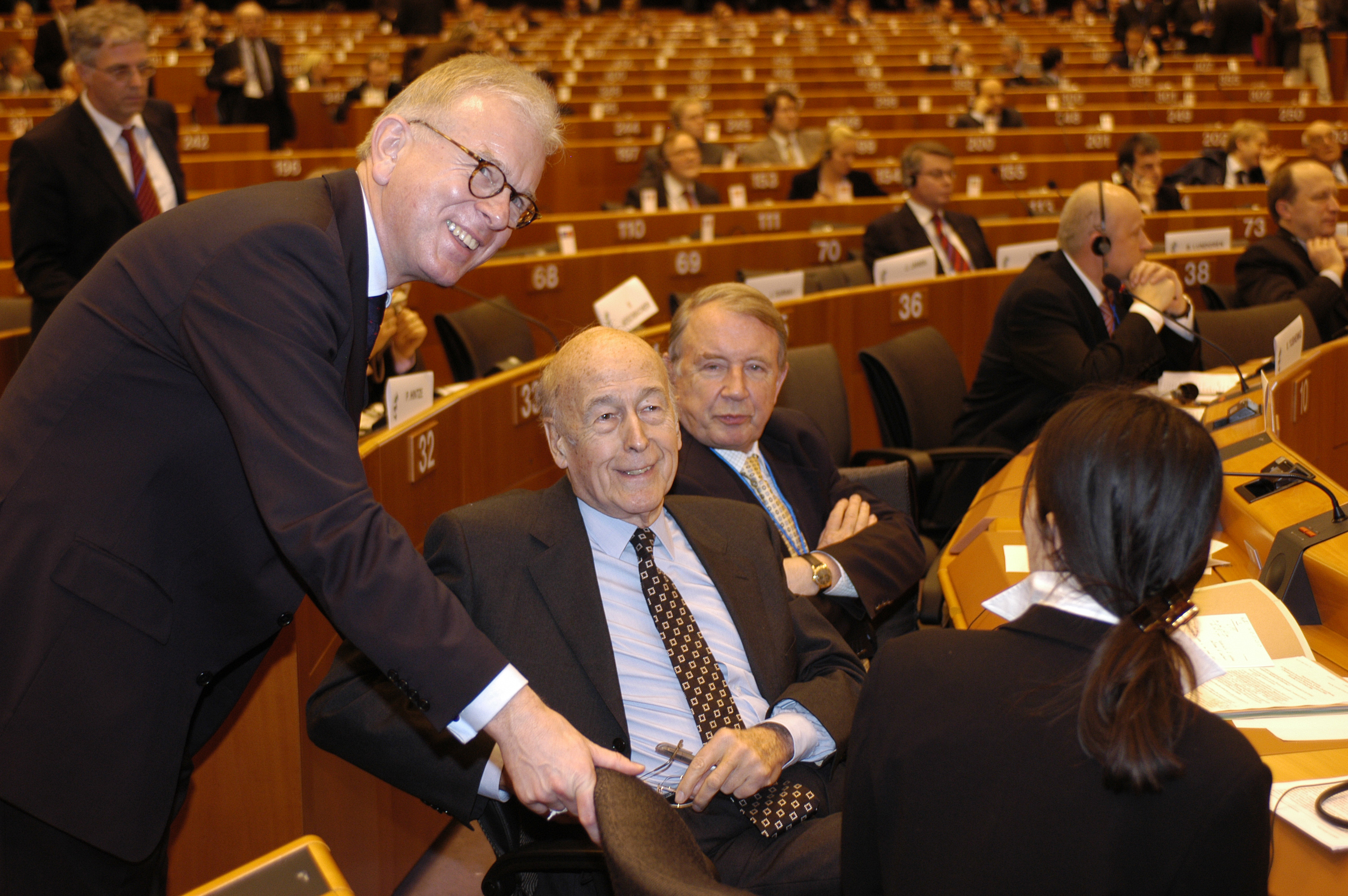
Giscard d'Estaing (centre) al Congrés del PPE a Brussel·les el 2004.

Del 1989 al 1993, Giscard va ser membre del Parlament Europeu. [68] Del 1989 al 1991, també va ser president del Grup Reformista Liberal i Democràtic. [68]
Del 2001 al 2004 va exercir de president de la Convenció sobre el Futur d'Europa. El 29 d'octubre de 2004, els caps d'Estat europeus, reunits a Roma, van aprovar i signar la Constitució Europea sobre la base d'un projecte fortament influït per la tasca de Giscard a la Convenció. Tot i que els votants francesos van rebutjar la Constitució el maig del 2005, Giscard va continuar pressionant activament per al seu pas en altres estats de la Unió Europea.
Giscard d'Estaing va atreure l'atenció internacional en el moment de la votació irlandesa del juny del 2008 sobre el Tractat de Lisboa. En un article per a Le Monde al juny de 2007, publicat en traducció a l'anglès per The Irish Times, deia que un enfocament "divideix i ratifica", pel qual "l'opinió pública es portaria a adoptar, sense saber-ho, les propostes que no ens atrevim a presentar per a ells directament ", seria indigne i reforçaria la idea que la construcció d'Europa s'estava organitzant a l'esquena del públic per advocats i diplomàtics; la cita va ser retirada del context per destacats partidaris d'un "votar i distorsionar per donar la impressió que Giscard defensava aquest engany, en lloc de repudiar-lo.
El 2008 es va convertir en el president honorari de la Plataforma Permanent de Cultura Atomium. El 27 de novembre de 2009, Giscard va llançar públicament la Plataforma Permanent de Cultura Atomium durant la seva primera conferència, celebrada al Parlament Europeu, declarant: "La intel·ligència europea podria estar a l'arrel mateixa de la identitat del poble europeu" . ] Uns dies abans havia signat, juntament amb el president d'Atomium Culture Michelangelo Baracchi Bonvicini, el Manifest europeu de la cultura Atomium.

## Vida personal
El nom de Giscard fou sovint reduït a "VGE" pels mitjans de comunicació francesos. També se'l coneixia simplement com l'Ex, sobretot durant el temps que va ser l'únic expresident viu.
El 17 de desembre de 1952, Giscard es va casar amb Anne-Aymone Sauvage de Brantes.
La vida privada de Giscard va ser la font de molts rumors tant a nivell nacional com internacional. La seva família no vivia al palau presidencial Élysée, i The Independent va informar sobre els seus assumptes amb les dones. El 1974, Le Monde va informar que solia deixar una carta segellada indicant el seu parador en cas d'emergència.
El maig de 2020, Giscard va ser acusat d'haver palpatjat les natges d'un periodista alemany durant una entrevista el 2018. Va negar l'acusació.

### Possessió del castell d'Estaing

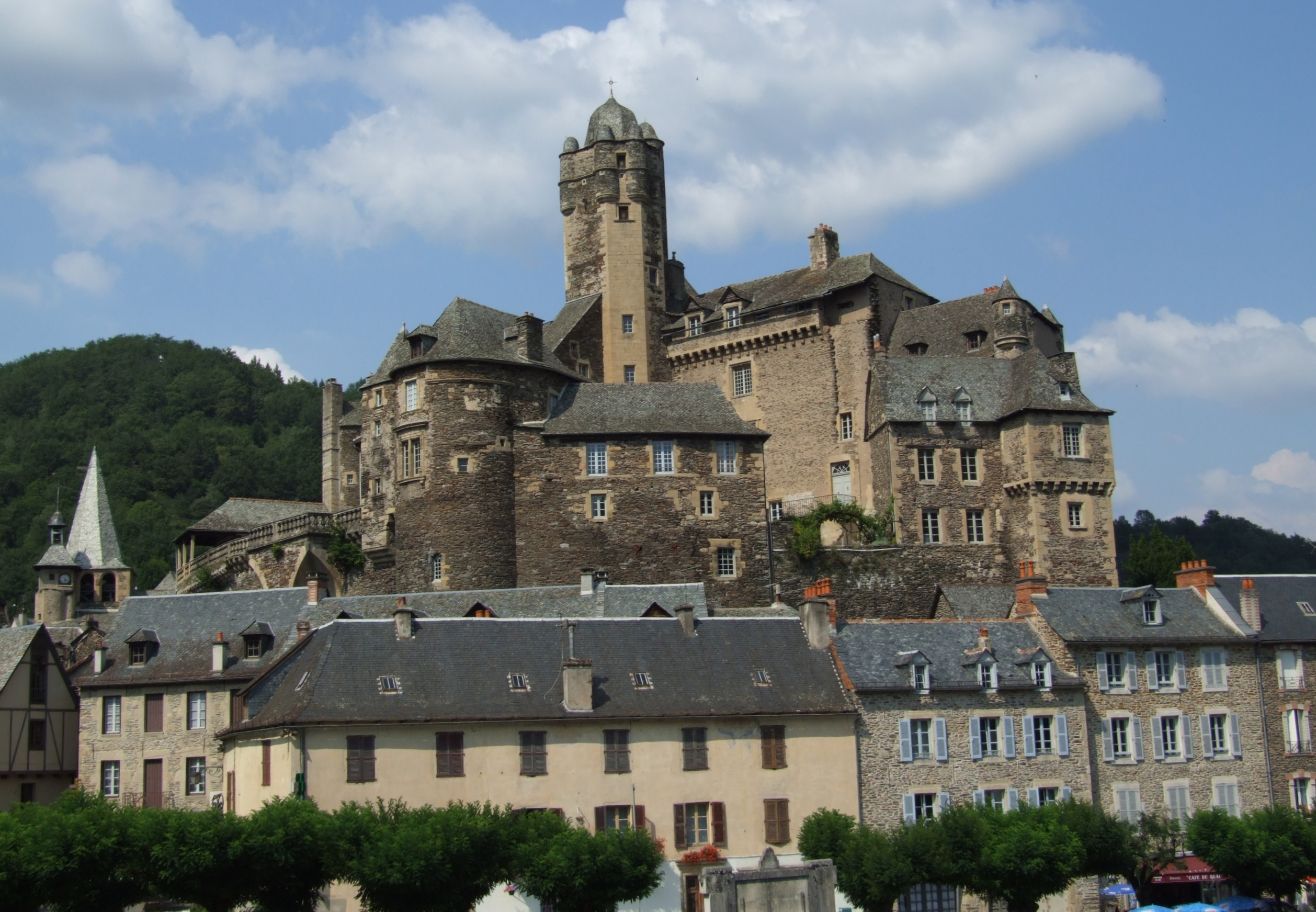
El castell d'Estaing.

El 2005, ell i el seu germà van comprar el castell d'Estaing, anteriorment possessió de l'esmentat almirall d'Estaing que va ser decapitat el 1794. El castell no s'utilitzava com a residència, però tenia un valor simbòlic i explicava que la compra, amb el suport del municipi local, era un acte de mecenatge. No obstant això, diversos diaris importants de diversos països van qüestionar els seus motius i alguns van deixar entreveure la noblesa autodenominada i la identitat històrica usurpada. Va ser posat a la venda el 2008 per un import de 3 milions d'euros i ara és propietat de la Fundació Valéry Giscard d'Estaing.

### Novel·la del 2009
Giscard va escriure la seva segona novel·la romàntica, publicada l'1 d'octubre de 2009 a França, titulada La princesa i el president. Explica la història d'un cap d'Estat francès que tenia un enllaç romàntic amb un personatge anomenat Patricia, princesa de Cardiff. Això va alimentar els rumors que la peça de ficció es basava en un enllaç de la vida real entre Giscard i Diana, princesa de Gal·les. [88] Més tard, va subratllar que la història estava completament inventada i que no s'havia produït cap assumpte.

## Malaltia i mort
El 14 de setembre de 2020, Giscard d'Estaing va ser hospitalitzat per atenció de complicacions respiratòries a l'Hôpital Européen Georges-Pompidou de París. Posteriorment se li va diagnosticar una infecció pulmonar. Va ser hospitalitzat de nou el 15 de novembre, però va rebre l'alta el 20 de novembre.
Va morir de complicacions associades a COVID-19 el 2 de desembre de 2020 a l'edat de 94 anys. La seva família va dir que el seu funeral se celebraria en una "intimitat estricta".
El president Emmanuel Macron va publicar una declaració que descrivia Giscard d'Estaing com un "servidor de l'Estat, un polític del progrés i la llibertat"; el president va declarar el dia nacional de dol per Giscard d'Estaing el 9 de desembre. Els expresidents Nicolas Sarkozy i François Hollande, la candidata a la presidència de 2017 Marine Le Pen, la cancellera alemanya Angela Merkel, i els líders de la Unió Europea Charles Michel, David Sassoli i Ursula von der Leyen van emetre declaracions elogiant els esforços de Giscard en la modernització de França i l'enfortiment de les relacions amb la Unió Europea.

## Llegat
Giscard d'Estaing va ser vist com el pioner en la modernització de França i el reforç de la Unió Europea. Va introduir nombroses petites reformes socials, com ara reduir l'edat de votar en tres anys, permetre el divorci per consentiment comú i legalitzar l'avortament. Es va comprometre a donar suport a la tecnologia innovadora i es va centrar en la creació de la xarxa ferroviària d'alta velocitat TGV, la promoció de l'energia nuclear i el desenvolupament del sistema telefònic.
Malgrat les seves ambicions, no va poder resoldre la gran crisi econòmica del seu mandat, una recessió econòmica mundial causada principalment per un augment molt ràpid dels preus del petroli. Es va recordar la seva política exterior per la seva estreta relació amb el canceller alemany occidental Helmut Schmidt, i junts van convèncer les potències econòmiques europees menors de col·laborar i formar noves organitzacions permanents, especialment el sistema monetari europeu i el sistema G-7.

## Obres
- 1976: Démocratie française (assaig), Fayard
- 1984: Deux français sur trois (assaig), Cie 12
- 1988: Le Pouvoir et la Vie (memòries) – tom I La Rencontre, Cie 12
- 1991: Le Pouvoir et la Vie – tom II L'Affrontement, Cie 12
- 1994: Le Passage (novel·la), Robert Laffont
- 1995: Dans cinq ans, l'an 2000, Cie 12
- 2000: Les Français, réflexions sur le destin d'un peuple, Cie 12
- 2003: Giscard d'Estaing présente la Constitution pour l'Europe, Albin Michel
- 2006: Le Pouvoir et la Vie – tom III

## Condecoracions
- Gran Mestre de la Legió d'Honor (1974-1981)
- Gran Creu de la Legió d'Honor (1974, en tant que president de la República)
- Gran Creu de l'Orde Nacional del Mèrit (1974, en tant que president de la República)
- Creu de Guerra 1939-1945
- Bailli Gran Creu d'Honor i de devoció de l'Orde Soubirà de Malae (membres laics)
- Gran Collar de l'orde de Sant Jaume de l'Espasa (1975)
- Gran Creu de l'Orde de Sant Olaf (Noruega) (1962)
- Cavaller de l'Orde de l'Elefant (Dinamarca) (1978)
- Gran Creu de l'Orde al Mèrit de la República Italiana